# Lionheart (jeu vidéo)
Pour les articles homonymes, voir Lionheart.
Lionheart est un jeu vidéo d'action développé par Thalion, sorti en 1993 sur Amiga.

## Synopsis
Dans un royaume lointain, une pierre précieuse sacrée, le Lionheart, vient d'être dérobée par l'empire rival de Narka. La disparition de la pierre, qui doit être présentée au peuple dans trois jours à la grande fête, menace la position du souverain. Le Grand prêtre a consulté les Dieux : c'est la destinée de Valdyn, un resquilleur qu'on surnomme Lionheart pour son courage et sa témérité, de récupérer le symbole sacré. Arrêté sans ménagement par la garde, Valdyn se voit informé des évènements par le roi en personne. «  Excusez-moi mon Seigneur, (...) mais il n'y a aucune récompense qui pourrait me persuader d'aller m'aventurer sur l'empire de Norka. » Agacé, le roi le menace de lui faire goûter sa salle de torture et devant le mutisme de Valdyn, se décide à lui révéler la terrible vérité. Sa fiancée Ilene priait dans l'antichambre du Temple quand une flèche perdue des forces de Narka l'a touchée. La pointe empoisonnée l'a littéralement pétrifiée. Valdyn lève les bras au ciel. Il n'a plus le choix, il doit partir : si un antidote existe, c'est là-bas qu'il devrait le trouver. Après que le grand prête l'eut doté de forces magiques pour accroître sa résistance, Valdyn harnache un petit dragon apprêté par le roi et s'envole vers les contrées sauvages merveilleuses.

## Système de jeu
Lionheart est un jeu d'action qui mêlent plates-formes et combat. Le héros évolue dans un environnement 2D visualisé de profil qui se déploie par scrolling multidirectionnel. Il doit faire son chemin jusqu'à la fin de chaque niveau en contournant les obstacles posés par l'environnement et en éliminant les créatures. Certaines phases de jeu se déroulent à dos de théropode et de dragon volant.
Le héros peut courir, s'accroupir, sauter, se suspendre à des cordes et grimper à certaines saillies. Il est équipé d'une épée et maîtrise différentes attaques : transversale, aérienne, tourbillon (le héros fait une volte-face) et piquée (après un saut). Le héros peut aussi attaquer lorsqu'il est accroupi (coup de pied), lorsqu'il est suspendu ou lors d'une glissade (à l'épée). La force de frappe de l'épée peut être améliorée au cours du périple. Le jeu implémente une petite physique avec une gestion dynamique des sauts, des effets d'élan (pour augmenter la longueur du saut), de balancier (pour atteindre une plate-forme supérieure) et de flottaison.
Les points de vie du héros sont symbolisés par des cœurs, au nombre de quatre au commencement de l'aventure. À chaque contact avec un ennemi ou un piège, un cœur se vide. Le personnage régénère les cœurs en ramassant des potions, petites ou grandes, dans le décor. Des boules de vies, qui apportent une vie supplémentaire, et des cristaux, qui permettent d'augmenter le nombre total de cœur (100 cristaux = 1 nouveau cœur; jusqu'à huit maximum) sont à collecter dans des zones secrètes.
Le jeu comprend 15 niveaux répartis sur une dizaine d'environnements : les marais, les grottes aux araignées, l'ancienne cité, la mer de lave, la grotte à gobelins (c'est la voie secrète pour découvrir l'amulette et la fin complète), le vaisseau volant, le ciel, la tour et la salle du trône. Le jeu propose trois niveaux de difficulté. Dans le mode LionHard, certains niveaux sont remaniés et présentent des chemins parallèles. La difficulté du jeu est réputée élevée sans être insurmontable (il y a plusieurs continues). La compatibilité avec les joysticks à deux boutons est assurée.

## Développement
Lionheart est né de la volonté du studio allemand Thalion de créer un nouveau jeu d'action sur Commodore Amiga, avec l'objectif d'en faire un titre de premier plan, qui repousse les limites techniques et graphiques de la machine. Fondé en 1988 par d'anciens demomakers, le studio Thalion est réputé dans la communauté Amiga, Atari ST et Commodore 64 pour produire des titres techniquement évolués (Wings of Death, No Second Prize).
Erik Simon, cofondateur du studio, imagine le concept de Lionheart en 1991. Le game designer fait appel au programmeur autrichien Erwin Kloibhofer et au graphiste hollandais Henk Nieborg pour développer le jeu. Les deux créateurs ont déjà collaboré sur un premier jeu, Ghostbattle, avant d'intégrer le studio interne de Thalion en 1991. Michael Bittner est également impliqué dans la programmation additionnelle (scrolling 3D, intro, extro). Les musiques de jeu et les effets sonores sont composés par Matthias Steinwachs. Matthias Moerstedt (routines sonores, patching), Jurie Horneman (histoire, idées) et Dieter Rottermund (illustration de la couverture) sont également crédités au générique.
Le développement de Lionheart prend douze mois. Le projet est ambitieux et de l'avis de Erik Simon, c'est surtout le travail de passionnés, conscients que faire un jeu d'action sur Amiga à cette époque n'aboutirait probablement pas à un succès commercial. Le jeu s'ouvre ainsi sur une mise en garde contre le piratage, un fléau qui gangrène les ventes à une époque où la situation de la machine sur le marché est de plus en plus critique. Lionheart est délibérément dénué de système de protection contre la copie.
Le jeu est conçu pour tourner sur un simple Amiga 500 (technologie de 1985) équipé de 1MB de mémoire vive. Il fonctionne sur la plupart des modèles de la gamme (de l'A500 à l'A3000 en passant par l'A1200) et tire a minima parti des ressources supplémentaires des amiga disposant de cartes accélératrices. Il tient sur quatre disquettes et peut être installé sur disque dur (l'installation nécessite toutefois un Amiga disposant d'au moins 1,5MB de mémoire vive).
Plus d'une centaine de couleurs sont affichées à l'écran avec une palette particulièrement bien choisie (un A500 est « supposé » ne pouvoir afficher que 32 couleurs indexées simultanément dans un jeu, parmi 4096). L'animation tourne à 50 images par seconde avec un scrolling différentiel fluide sur plusieurs dizaines de plans qui donne de la profondeur aux environnements (un effet de parallaxe relativement similaire peut être apprécié dans Elfmania). Les modes Extra Half-Brite (EHB) (Les grottes sont des niveaux utilisant le mode EHB pour compenser la non-utilisation d'effets graphiques particuliers. Les fichiers graphiques d'origine IFF des grottes sont en 64 couleurs) et Dual-Playfield (cf. processeur Denise) de la machine sont notamment mis à contribution. Le style visuel rappelle des titres comme Shadow of the Beast (1989) et Unreal (1990).
Les séquences cinématiques d'introduction et de conclusion sont réalisées dans un style expressionniste avec des vignettes à peine animées. La bande-son comprend 14 morceaux : Intro, Airship, Swamp, Spider Cave, Ancient Town, Boss, Flight, Tower, Lava, Secret, Norka, Ende 1, Ende 2 et Credits.

## Accueil
| Média        | Note       |
| ------------ | ---------- |
| Amiga Format | 87 sur 100 |
| CU Amiga     | 84 sur 100 |
| Génération 4 | 91 sur 100 |
| Tilt         | 16 sur 20  |
| Zzap!        | 87 sur 100 |

Lionheart est commercialisé début 1993 dans les principaux pays européens. Le jeu est proposé au prix moyen de 25.99£. Il reçoit des avis positifs de la presse spécialisée, qui salue le soin apporté à la jouabilité et la qualité de la réalisation.  Les ventes ont été plutôt bonnes, condition sine qua non pour que Thalion développe un nouveau jeu d'action sur Amiga. Après un dernier projet original, Ambermoon, la société de Rietberg ferme cependant ses portes en 1994. Une suite a été envisagée mais Henk Nieborg et Erwin Kloibhofer étaient alors déjà engagés sur d'autres projets. Les deux créateurs ont développé The MisAdventures of Flink (1994) puis The Adventures of Lomax (1996) pour le compte de Psygnosis, deux jeux de plates-formes au style visuel proche de Lionheart.

## Adaptation et émulation
En 2007, un développeur amateur français, Pierre-Alexandre, a réalisé l'adaptation de Lionheart sous Windows. Le gameplay, les graphismes et la bande-son sont proches de la version Amiga (le matériel original a été récupéré avec la participation bienveillante des créateurs). L'architecture des niveaux a cependant été modifiée et le programme implémente un éditeur de niveau. Par ailleurs, la version originale continue à vivre à travers des émulateurs (notamment  WinUAE et UAE).